# Niziny (Spławy Drugie)
Niziny – część wsi Spławy Drugie w Polsce, położona w województwie lubelskim, w powiecie kraśnickim, w gminie Kraśnik. Dawniej samodzielna wieś. W latach 1954–1972 w granicach Kraśnika.

## Historia
Od 1867 w gminie Dzierzkowice w powiecie janowskim. W okresie międzywojennym miejscowość należała do powiatu janowskiego w woj. lubelskim. 1 września 1933 Spławy weszły w skład nowo utworzonej gromady Wyżnica w granicach gminy Dzierzkowice.
Po II wojnie światowej wojnie Spławy należały do powiatu kraśnickiego w woj. lubelskim. 3 listopada 1953 utworzono gromadę Spławy-Niziny jako osiemnastą w gminie Dzierzkowice.
W związku z reorganizacją administracji wiejskiej jesienią 1954, wschodnią część wsi Spławy oraz wieś Niziny włączono 5 października 1954 do Kraśnika, natomiast zachodnią część wsi Spławy włączono do nowo utworzonej gromada Olbięcin.
1 stycznia 1973 Spławy (obecnie Spławy Pierwsze) z Nizinami (obecnie część wsi Spławy Drugie) wyłączono ponownie z Kraśnika, natomiast mniejsza część, która pozostała w jego granicach tworzy obecną część miasta Spławy. Rozdzielone w 1954 roku wsie nadal tworzą osobne jednostki (Spławy Pierwsze i Spławy Drugie).